# A DAY 〜Best Melodies Series1〜
『A DAY 〜Best Melodies Series1〜』（ア デイ 〜ベストメロディーズシリーズ1〜）は、UP-BEATのキャリア初のミニ・アルバム。1994年1月21日、SPEEDSTAR RECORDSから発売された。

## 解説
UP-BEAT唯一のミニ・アルバム。
キャッチコピーは、「メロディーのカーディガン贈ります。」

## 制作
本作は新曲も収録されているが、「Best Melodies Series1」というタイトルが示す通り、過去に発売した曲から選ばれ、再録、リアレンジされたものがメインに収録されている。なお、「Series1」とタイトルに入ってる通り、本作をシリーズ化し続編の製作も検討されていたが、後の解散発表など、紆余曲折ありお蔵入りになった（タイトルも決まっており、『A DAY』『WITH』『YOU』の三部作構成で制作、発売される予定だった）。その名残として（お蔵入りしたタイトルを含めて）本シリーズ三部作の名を冠して制作されたのが、翌年に発売されたラスト・シングル『A DAY WITH YOU』である。

## 収録曲
| 全編曲: UP-BEAT。 |                                             |                    |                   |                                                                                               |      |
| #                 | タイトル                                    | 作詞               | 作曲              | 備考                                                                                          | 時間 |
| 1.                | 「HOLY SNOW」                               | 広石武彦           | 広石武彦          | 本作初収録の新曲                                                                              | 5:25 |
| 2.                | 「KISS IN THE MOONLIGHT 〜A DAY Version〜」 | 広石武彦           | 広石武彦          | 原曲と違い、アコースティックアレンジが施されている PVも新たに制作されたが、商品化されていない | 5:30 |
| 3.                | 「GOOD BYE Mr.YESTERDAY」                   | 高橋徹             | 岩永凡            | 本作初収録の新曲                                                                              | 4:03 |
| 4.                | 「BLIND AGE 〜Strings Quartet Version〜」   | 広石武彦・柳川英巳 | 広石武彦          |                                                                                               | 5:12 |
| 5.                | 「SISTER TOMORROW 〜'94 Version〜」         | 広石武彦           | 広石武彦・UP-BEAT |                                                                                               | 7:06 |
| 6.                | 「Beautiful You」                           |                    |                   | 隠しトラック 作詞、作曲、編曲者は公表されていない                                             | 3:58 |